# American Megatrends
American Megatrends Inc., comunemente nota come AMI, è una azienda statunitense specializzata in hardware e firmware.

Logo in uso fino al 2020

Fondata nel 1985, ha sviluppato l'AMIBIOS presente nelle schede madri di vari produttori hardware.